# コパ・パウリーノ・アルカンタラ
コパ・パウリーノ・アルカンタラ (Copa Paulino Alcantara) は、フィリピンで行われるサッカーのカップ戦である。優勝クラブには来季のAFCチャンピオンズリーグ2出場権が与えられる。

## 概要
フィリピンおよびFCバルセロナのレジェンドであるパウリーノ・アルカンタラの名を冠したこのカップ戦は2018年から、それまでのPFF国内男子クラブ選手権およびUFLカップ に代わる大会として開始された。フィリピン・フットボールリーグ (PFL) 所属クラブが参加するためPFLカップ (PFL Cup) とも呼ばれる。
前述の通り参加チームはPFL所属クラブとなる。グループステージは参加チームを2グループに分けて各チーム総当たり1回戦のリーグ戦を行う。各グループの上位2チームが決勝ラウンドに進む。決勝ラウンドはノックアウト・トーナメント方式の一発勝負で行う。
1回目となる2018年大会は6チームによって行われカヤ-イロイロが優勝した。2019年大会はU-22フィリピン代表が招待参加した一方で、リーグ戦を途中棄権したグローバル・マカティが除外されて7チームによって行われ、セレス・ネグロスが優勝してリーグと合わせて二冠を達成した。

## 結果
| 年度 | 優勝                 | スコア | 準優勝           |
| ---- | -------------------- | ------ | ---------------- |
| 2018 | カヤ-イロイロ (1)    | 1-0    | ダバオ・アギラス |
| 2019 | セレス・ネグロス (1) | 2-1    | カヤ-イロイロ    |

## クラブ別成績
| クラブ名         | 優勝回数 | 優勝年度 |
| ---------------- | -------- | -------- |
| カヤ-イロイロ    | 1        | 2018     |
| セレス・ネグロス | 1        | 2019     |